# Ku jezioru
Ku jezioru (ros. Эпидемия, trb. Epidiemija) – rosyjski serial postapokaliptyczny, mający swoją premierę 14 listopada 2019 na rosyjskiej platformie Premier.
Od 8 października 2020 r. dostępny na platformie Netflix.

## Fabuła
Serial opowiada o ucieczce z otoczonej kordonem sanitarnym Moskwy. Celem podróży bohaterów jest tytułowe jezioro w Karelii, nad którym znajduje się specjalne schronienie, gdzie mogliby przeżyć epidemię nieznanego wirusa wywołującego zapalenie płuc.